# Либърти Лейк
Либърти Лейк (на английски: Liberty Lake) е град в окръг Споукан, щата Вашингтон, САЩ. Либърти Лейк е с население от 4660 жители (2000) и обща площ от 13,8 km². Намира се на 632 m надморска височина. ЗИП кодът му е 99019, а телефонният му код е 509.